# Fresenius
För andra betydelser, se Fresenius (olika betydelser).
Fresenius AG är en tysk tillverkare av medicinsk utrustning med 130 000 anställda. Företaget grundades 1912 i Frankfurt am Main, där familjen Fresenius har gamla anor som apotekare. 1933 skildes tillverkningen från apoteksrörelsen och flyttade till närbelägna Bad Homburg, där huvudkontoret ligger idag.

## Fresenius Kabi i Sverige
Idag har Fresenius Kabi två fabriker i Sverige, en i Uppsala och en i Brunna. Där tillverkas intravenösa näringslösningar (parenteral nutrition) i form av bland annat trekammarspåsar eller aminosyralösningar. I Uppsala pågår även forskning och utveckling av parenteral nutrition och detta bedrivs i projektform.